# مدينة الأمير هاشم للشباب (مادبا)
مدينة مادبا الرياضية أو مدينة الأمير هاشم للشباب هي إحدى المدن الرياضيّة في المملكة الأردنيّة الهاشميّة. تقع في مدينة مادبا وسط المملكة، وتحديدًا في منطقة الهلاليّة جنوب مركز المدينة بحوالي 7 كيلومترات. تأسست عام 1997 كمجمع رياضي في بدائ الأمر، إلى أن تحولت إلى مدينة رياضيّة عام 2003. تُعتبر المدينة نقطة جذب رياضي في محافظة مادبا رغم تواضعها، حيث تستقبل المباريات الرسميّة التي تقيمها الاتحادات الرياضيّة المختلفة أو من خلال التدريبات المستمرة للأندية والهيئات الشبابيّة ومؤسسات المجتمع المدني في المحافظة.

## المنشآت الرياضية
تضم المدينة الرياضيّة عدة منشآت رياضيّة، أهمها الصالة المتعددة الأغراض التي تتسع لحوالي 1,500 متفرج، والملعب الأولمبي لكرة القدم الذي يتسع لحوالي 2,000 متفرج، والملاعب المكشوفة المُخصصة لكرة اليد وكرة القدم الخماسي والكرة الطائرة وكرة السلة، وتتسع مدرجاتها لحوالي 1,000 متفرج، بالإضافة إلى المسابح وملاعب السكواش وملاعب الأطفال، وبيت الشباب.

## وصلات خارجية
- صورة جوية للمدينة الرياضية في مادبا